# Пластинчатый турбулизатор

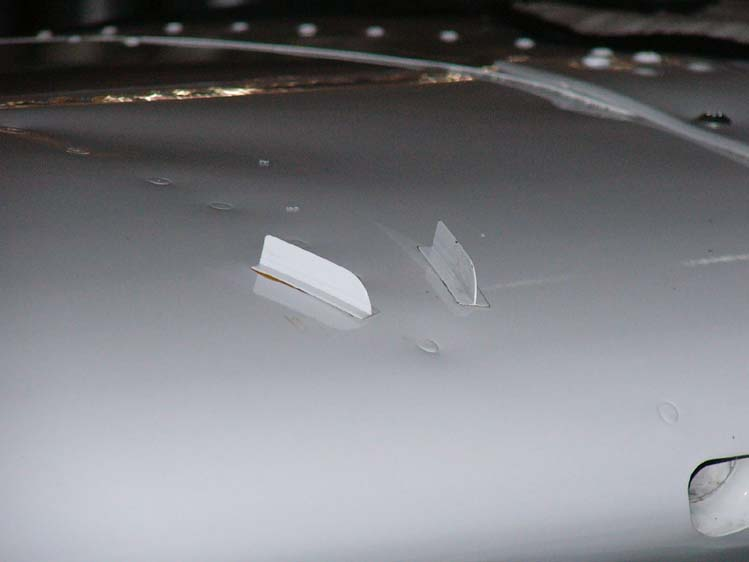
Пластинчатый турбулизатор на Cessna 182

Пластинчатый турбулизатор или завихритель — аэродинамическое устройство, которое используется для улучшения воздушного потока на авиационной технике. Устанавливается на обтекаемой поверхности летательного аппарата или для внесения в обтекающий поток возмущений с целью его дестабилизации и смещения вверх по потоку точки перехода ламинарного течения в турбулентное.

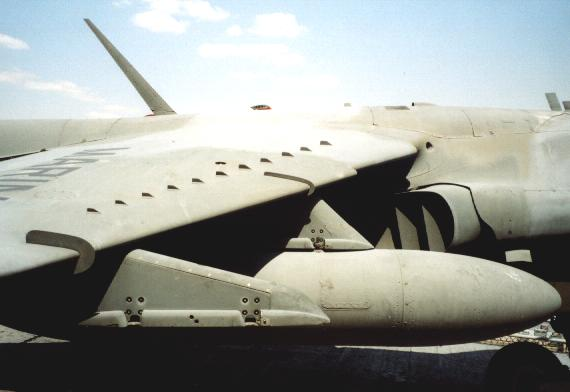
Видны пластинчатые турбулизаторы на кромке крыла AV-8B Harrier II
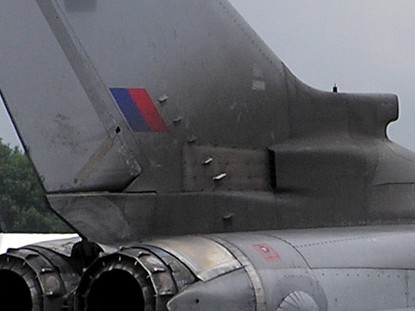
Завихрители на киле самолёта Tornado